# Lutjanus sanguineus
Lutjanus sanguineus és una espècie de peix de la família dels lutjànids i de l'ordre dels perciformes.

## Morfologia
- Els mascles poden assolir 100 cm de longitud total i 23 kg de pes.[4][5][6]

## Hàbitat
És un peix marí de clima tropical i associat als esculls de corall que viu entre 9-100 m de fondària.

## Distribució geogràfica
Es troba des del Mar Roig fins a la Mar d'Aràbia i Sud-àfrica (KwaZulu-Natal).